# Török háborúk Magyarországon
A török háborúk Magyarországon, másnéven Habsburg-török háborúk azon konfliktusok egész sorát alkotják, amelyek az 1526-os mohácsi vésztől 1699-ig, az oszmánok kiűzéséig tartottak. A háborút 1699-ben a karlócai béke zárta le, a török hódoltság maradványát 1716–1718-ban számolták fel véglegesen.
14. századi fennállása óta az Oszmán Birodalom Európa számos államával háborúba keveredett, a mediterráneumi hadszíntéren zajló háborúk mellett a nagyobb konfliktusok a Magyar Királyság területén zajlottak.

## Török elleni háborúk
1526-tól Magyarország történetének egyik hosszú, nehéz kora kezdődik el a mohácsi vésszel. A történelmi Magyarország egyes területei százötven, mások majdnem kétszáz évnyi török uralom alá kerülnek és csaknem állandó hadszíntérré válnak, mert békeidőben is rendszeresek a portyázások.

### Magyar–török háború
1490-ben immáron második alkalommal Magyarországon a Jagelló-ház foglalhatta el a trónt. Az új király, II. Ulászló nem volt olyan határozott és erős kezű uralkodó, mint elődje, I. Mátyás. Uralkodása alatt az ország a teljes anarchiába süllyedt, a hatalmat egymással rivalizáló bárói csoportok kaparintották kezükbe, akik vagyonukat királyi jövedelmekkel gyarapították.
Ulászló utódjának, II. Lajosnak az uralkodása alatt is változatlan maradt a helyzet. Az ország hadi felkészültsége a mélyponton állt, s teljesen elavult, kis létszámú erőkkel bírt. Az ország erejét jelentősen apasztotta az 1514. évi magyar parasztháború is. A király és az ország vezetőinek nagy része szinte nem is törődött a török veszéllyel, legfeljebb csak a béke fenntartását igyekezték elérni, mialatt az ország ebek harmincadjára jutott.

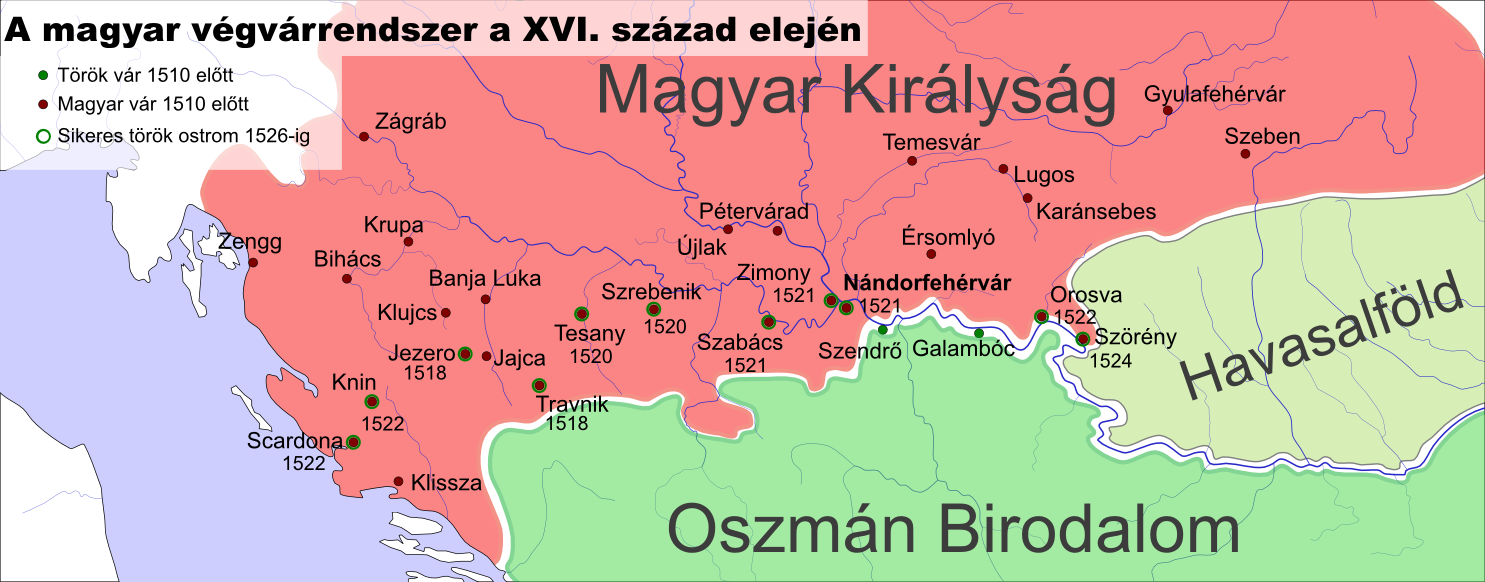
A déli végvárvonal és összeomlása 1518 és 1526 között

A törökök 1521-ben elfoglalták Nándorfehérvárt, és a Duna vonalán az ellenség már a fővárost fenyegette. A védelem megszervezésével teljesen elkéstek, a középkorból örökölt, elavult hadszervezet hiányosságait bepótolni egyáltalán nem tudták. Ilyen kaotikus állapotban került sor a mohácsi vészre, a „magyarok Rigómezejére”, ahol csaknem harmadannyi magyar állt szemben egy gyakorlott és eltökélt török sereggel, amelynek vezére a zseniális stratéga és nagyszerű politikus, Nagy Szulejmán volt. A magyar sereget a szultán hadserege menetből megsemmisítette.
Odaveszett a csatában a király is. A szultán nem akarta teljesen meghódítani sem Magyarországot, sem Horvátországot, megelégedett volna a román vagy tatár fejedelemségekhez hasonló vazallus állapottal. Igazi célja a Nyugat meghódítása volt, és ennek kulcslépése Bécs megszerzése lett volna. Ezt az álmot azonban az Oszmán Birodalom soha nem tudta megvalósítani.

### Első Habsburg–török háború
A mohácsi ütközet és a szultáni hadsereg kivonulása után az ország király nélkül maradt. A magyar rendek még az 1505-ös rákosi országgyűlésen úgy döntöttek, hogy a magyarok közül választanak királyt, mert az ország hanyatlásáért a köznemesség az idegen dinasztiákat tette felelőssé. Uralkodói ellenjegyzés hiányában azonban ez sohasem emelkedett törvényerőre, II. Ulászló nem ratifikált olyan országgyűlési határozatot, amely az 1515-ös Habsburg–Jagelló házassági szerződés ellenében született. Utóbbi értelmében Lajos feleségül vette Habsburg Máriát, a német-római császár unokáját, és vállalta, hogy amennyiben ő utód nélkül halna meg, abban az esetben a trón a Habsburg uralkodóra száll.
Lajos király halála után Habsburg Ferdinánd felvette e magyar királyi címet, de a rendek Szapolyai János erdélyi vajdát választották meg, akinek hatalmas birtokai mellett még 15 ezer fős, érintetlen hadserege is volt. Ám amikor Ferdinánd hasonló létszámú hadai benyomultak az országba és 1527–1528-ban Szapolyait Lengyelországba szorították, az országlakosok rádöbbenhettek, hogy Szapolyai képtelen az ország megvédésére. Ferdinánd főherceg, aki a Magyar Királyság mellett az osztrák és cseh tartományokat is kézben tartotta, bátyja, V. Károly német-római császár támogatásával jelentősebb erőkkel szállhatott szembe a törökkel, ennek reményében választották királlyá. Amint Szulejmán háborút indított a Habsburg Birodalom és Ferdinánd Magyar Királysága ellen, nyilvánvalóvá vált, hogy Ferdinánd sem fogja tudni megállni a helyét a törökkel szemben. 1529-ben Bécsnél, majd 1532-ben Kőszegnél sikerült gátat vetni az oszmán haderő előrenyomulásának. A szultán visszavonulását mindkét esetben (1529-ben is, 1532-ben is) Habsburg ellentámadás követte, a Magyar Királyság északi és felső területeit Ferdinánd uralta, míg a középső és keleti területek Szapolyai pártján maradtak. 1538-ban aláírták a háborút lezáró váradi békét, amelyben a két király kölcsönösen elismerte egymást, és Szapolyai megígérte, ha utód nélkül halna meg, az ő része is Ferdinándra száll.
Az Habsburg–török háborúban valamennyi Habsburg-ország érintett volt, a magyarországi hadszíntéren V. Károly spanyol elit alakulatai is harcoltak az oszmánok ellen. 1532-ben sor került a birodalmi hadak mozgósítására is, de azokat nem lehetett bevetni a Német-római Birodalom határain kívül.
A háború nem pusztán csak a Habsburgok és oszmánok, illetve a Szapolyai-párt közötti fegyveres összecsapásokból állt. 1526 végén a délvidéki szerbek félkatonai csoportjai fellázadtak és a Habsburg uralkodónak fogadtak hűséget, ezzel elindították a polgárháborút. A lázadás vezetője Cserni Jován volt, akire a szerb nacionalisták szabadságharcosként tekintenek, de inkább közönséges kiskirály volt.

### Második Habsburg–török háború

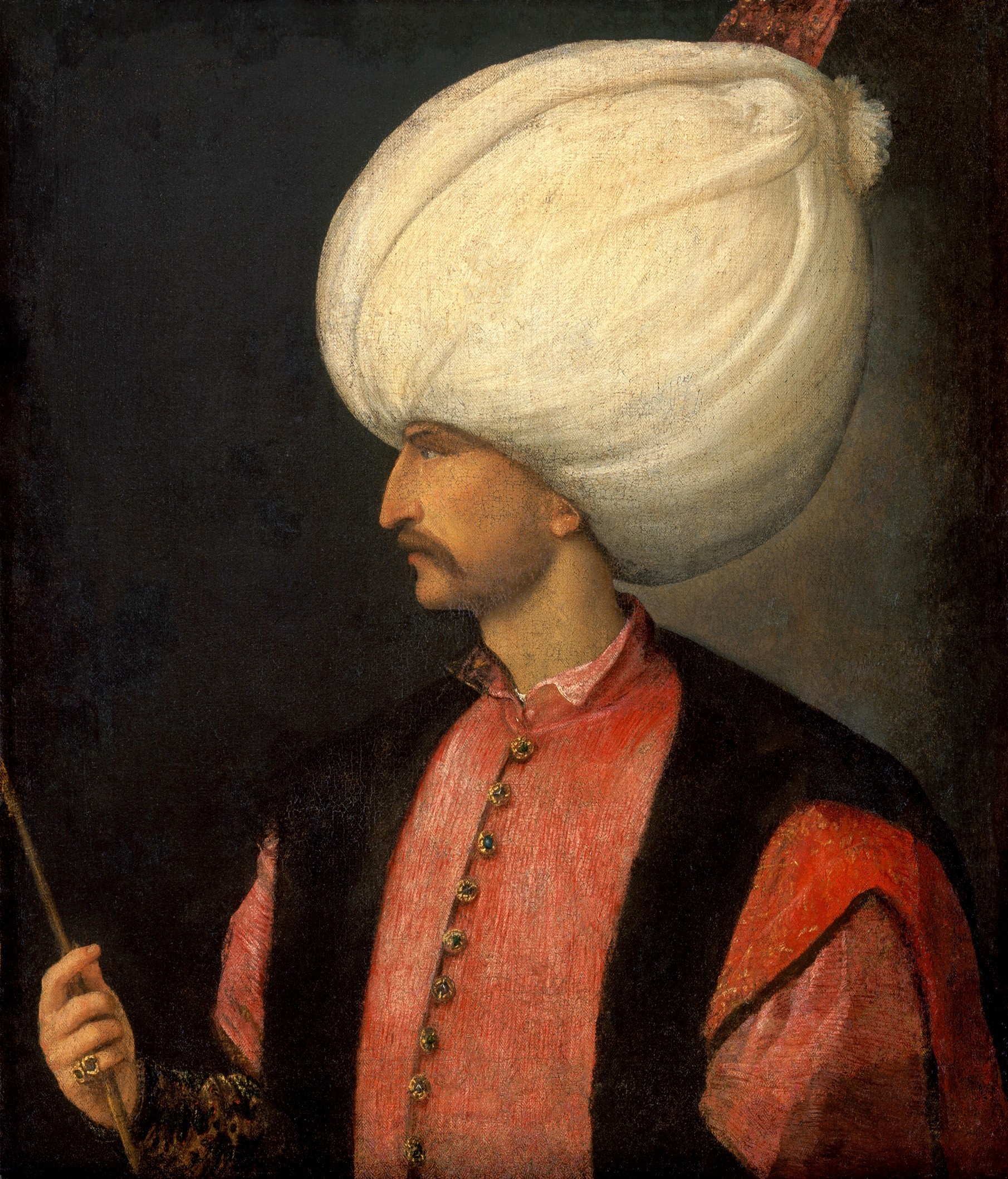
I. Szulejmán oszmán szultán. Tiziano 1530-as festménye

Szapolyainak időközben fia született, akit János Zsigmondnak neveztek el apja és nagyapja, a lengyel király után. Épp ezért a király megváltoztatta korábbi döntését és őt jelölte ki utódjául. A csecsemő gyámjai Török Bálint zászlósúr és a ravasz politikus, Fráter György (György barát) váradi püspök lettek. Mivel a váradi békében foglalt pontokat a magyar rendek nem teljesítették, Ferdinánd sereget küldött Buda elfoglalására. 1541-ben Szulejmán hadai vonultak ellene és vereséget mértek a császári hadakra, elűzve őket a főváros alól. A szultán rájött, hogy az általa támogatott magyar csoport sem nem elég erős, sem nem megbízható, ezért hozzáfogott az ország tényleges megszállásához. Budáról kicsalta az őrség jó részét és a magyar vezetőket a csecsemő királlyal és anyjával, Izabella királynéval. Ott tudatta a királynéval, hogy Budát „védnökségébe” veszi, neki pedig meghagyja Erdély és a Tiszántúl kormányzását évi adó fejében. Mialatt a fogadás tartott, a janicsárok besompolyogtak a várba, az őrséget ártalmatlanították és kitűzték a lófarkas zászlókat a vár ormaira. Szulejmán erős őrséget hagyva Budán és Pesten elvonult, Török Bálintot pedig magával vitte rabláncon Isztambulba, hogy eszközként használhassa fel később a magyarok ellen.
Fráter György is rádöbbent, mennyire helytelen úton járt, s ezután minden erejével egyesíteni próbálta az országot, amelynek területébe ékként hasított az új hódoltság. 1541 végén a gyalui egyezményben Izabella hajlandó lett volna átadni Erdélyt, de miután Ferdinánd fővezére, II. Joachim brandenburgi választófejedelem által vezetett birodalmi haderő 1542-ben nem tudta visszafoglalni Budát, az erdélyiek visszatértek a szultán hűségére. Szulejmán 1543–1544. évi nagy hadjáratában alaposan kiszélesítette a hódoltságot: elfoglalta többek között a két ősi fővárost, Esztergomot és Székesfehérvárt. A további nagyszabású terjeszkedést meggátolta a Perzsiával vívott háború, de a helyi török csapatok folytatták a hódításokat.
1547. június 19-én Szulejmán Ferdinánddal és vele keresztül V. Károllyal is békét kötött Drinápolyban.

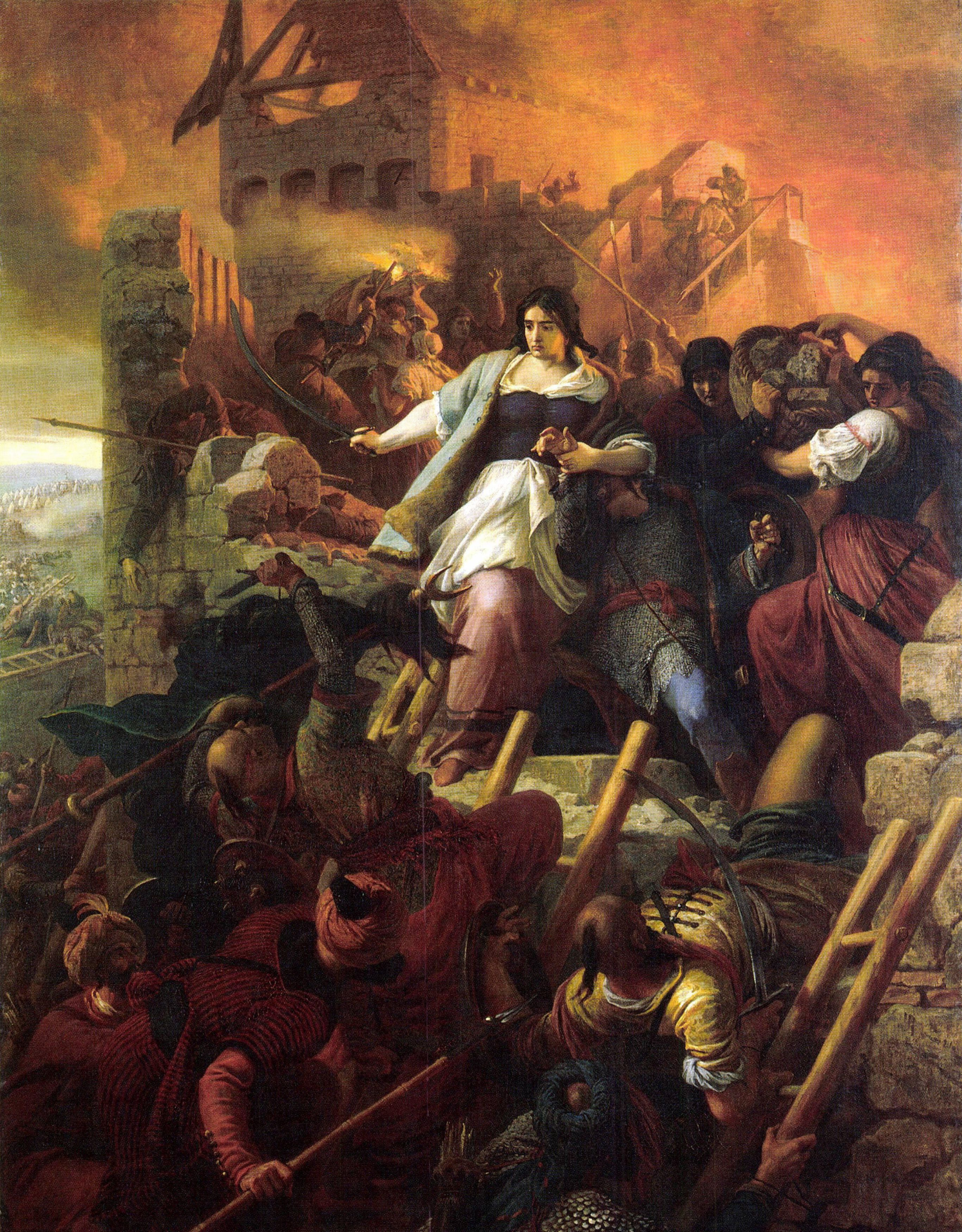
Székely Bertalan: Egri nők. Az 1552. évi egri győzelem a magyarországi török háborúk egyik leghíresebb eseménye

### Harmadik Habsburg–török háború
Magyarországnak rövid időt kapott a török elleni védelem megszervezésére és az új végvárrendszer kiépítésére. Az új végvárak korántsem voltak olyan erősek, mint a délvidékiek, de tény, hogy később sokuk megállta a helyét.
Erdélyben Fráter György lázasan szervezte az országegyesítés előkészületeit, és ehhez mindenképpen meg akarta szerezni a Habsburgok támogatását. Ténykedését a törökök nem nézték tétlenül: 1550-ben, majd 1551-ben is megtámadták az országot. A Fráter György vezette erdélyiek és a Habsburg csapatok eleinte sikeresen harcoltak a betörő ellenséggel. Közben György barátot a pápa bíborosi rangra emelte, és Ferdinánd esztergomi érsekké tette őt. A barát politikájával azt a látszatot igyekezett kelteni, mintha Erdély ténylegesen mégsem állna a Habsburg uralkodó pártján. Ezzel azonban csak zavart okozott mindkét fél előtt, emiatt 1551 decemberében Ferdinánd meggyilkoltatta.
A következő év háborús eseményei a végvári erőpróba leghíresebb fejezetei. Az 1552-es török támadó hadjárat ereje a kialakuló végvári rendszert csaknem összeroppantotta. Ebben az évben, augusztus 10-11-én zajlott a palásti csata és ebben a hadjáratban esett el Temesvár (Losonci István), Veszprém, az összes nógrádi vár és Szolnok vára is. Azonban az egri vár védői Dobó István várkapitány vezetésével szerencsésen visszaverték az ostromot. Eger védelme sikeresen megakadályozta a szultánt abban, hogy Felső-Magyarországot is elfoglalja, vagy hogy egy szélesebb területsávval elszigetelje a királyi Magyarországot Erdélytől.

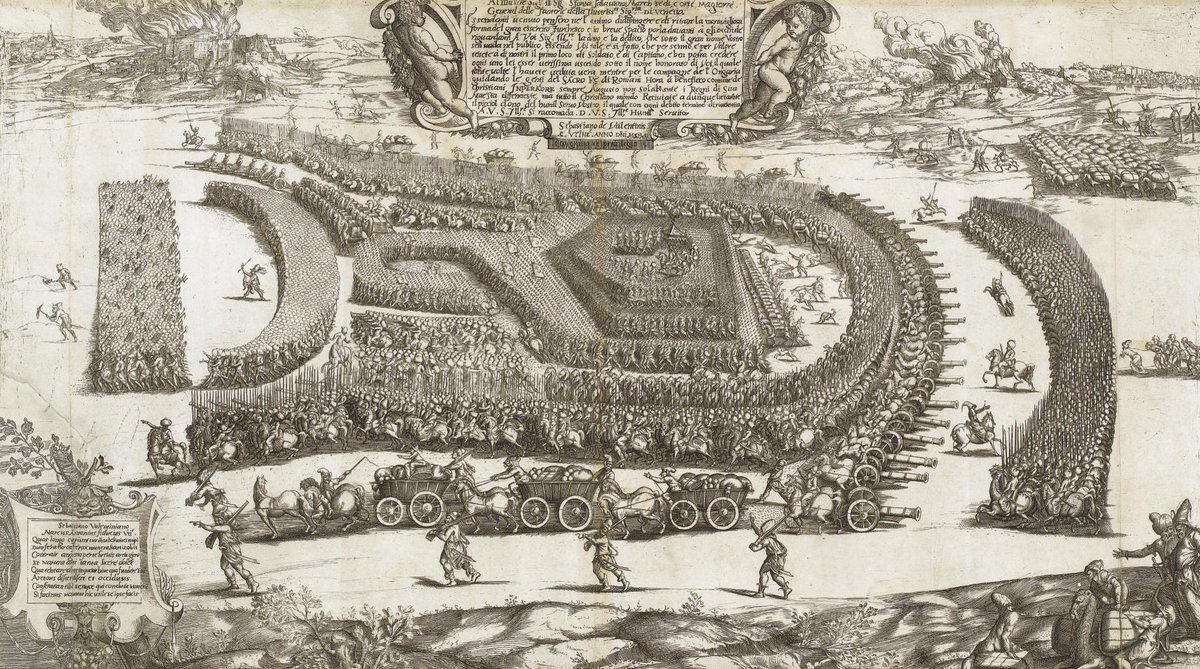
A török sereg felvonulása

Az oszmánok logisztikai rendszere jobb volt, mint ekkor bármely nyugati országé, másrészt a belső magyar területeken elhelyezkedő várak (méretükből és minőségükből fakadóan) aligha vehették fel a harcot a török hadigépezettel szemben. Ráadásul Magyarországon és Horvátországban a hazai katonaság mellett német, cseh, itáliai és spanyol zsoldoskatonákat is állomásoztattak, akik az elégtelen körülmények között (mint a zsoldfizetés hiánya) nem kívántak harcolni a törökökkel, gyakran harc nélkül feladták a várakat. Ugyanakkor más várak – amelyeket színmagyar katonaság és a környék lakossága védelmezett – utolsó leheletükig védték az erősséget, mint Drégelynél, s olykor nem hiába. A hazájukért és családjaikért küzdő magyarok eltökéltsége a rossz körülmények ellenére megállította a törököt, amit Európában ma is nagyra becsülnek.
A várak ellenállása elestük ellenére sem volt hasztalan. Ha figyelembe vesszük, hogy a törökök nem harcolhattak egész évben, és Magyarország is elég kis területűre zsugorodott, akkor a kisebb várak néhány napig tartó védekezése is olykor létfontosságúnak bizonyult.
A vár védőinek úgy kellett kitartaniuk, hogy felmentő seregre nem számíthattak. Ebben a háborúban is mindössze egyetlen felmentő kísérletre került sor, amelyet Nádasdy Tamás és Zrínyi Miklós hajtott végre Szigetvár 1556-os ostrománál. Egy hasonló felmentésre pedig tíz év múlva kerül majd sor Várpalota alatt. További felmentésekre 1683-ig nem találunk példát a történelemben, s csak akkor is Magyarország területén kívül.

### Negyedik Habsburg–török háború

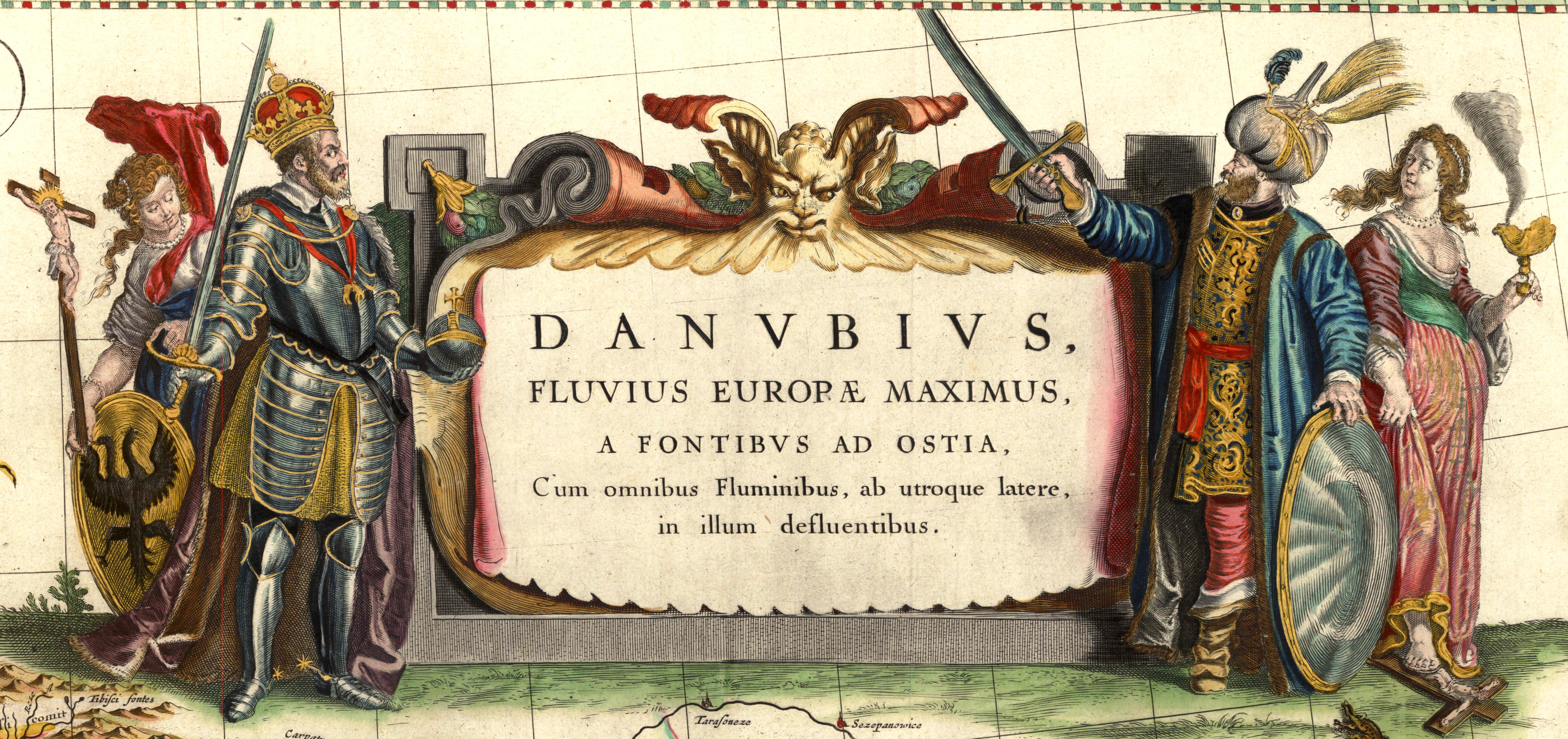
17. századi Duna térkép díszes kartusa (díszítőeleme)

A békének tekintett 1558-as átmeneti fegyverszünetet még 1559-ben, 1560-ban és 1561-ben is újabb eredménytelen béketárgyalások követték. Időközben a török katonai tevékenysége 1560-ban újból megélénkült. Az erdélyi hadsereg János Zsigmond vezetésével támadásokat intézett Észak-Magyarország ellen, de végül Hadadnál súlyos vereséget szenvedtek.
1562-ben a Habsburg-udvar kötött egy megállapodást a Portával, mely szerint a törökök megtartották eddig hódításaikat, és Erdély továbbra is független államnak minősült. 1564-re az erdélyiek is beszüntették a háborút.

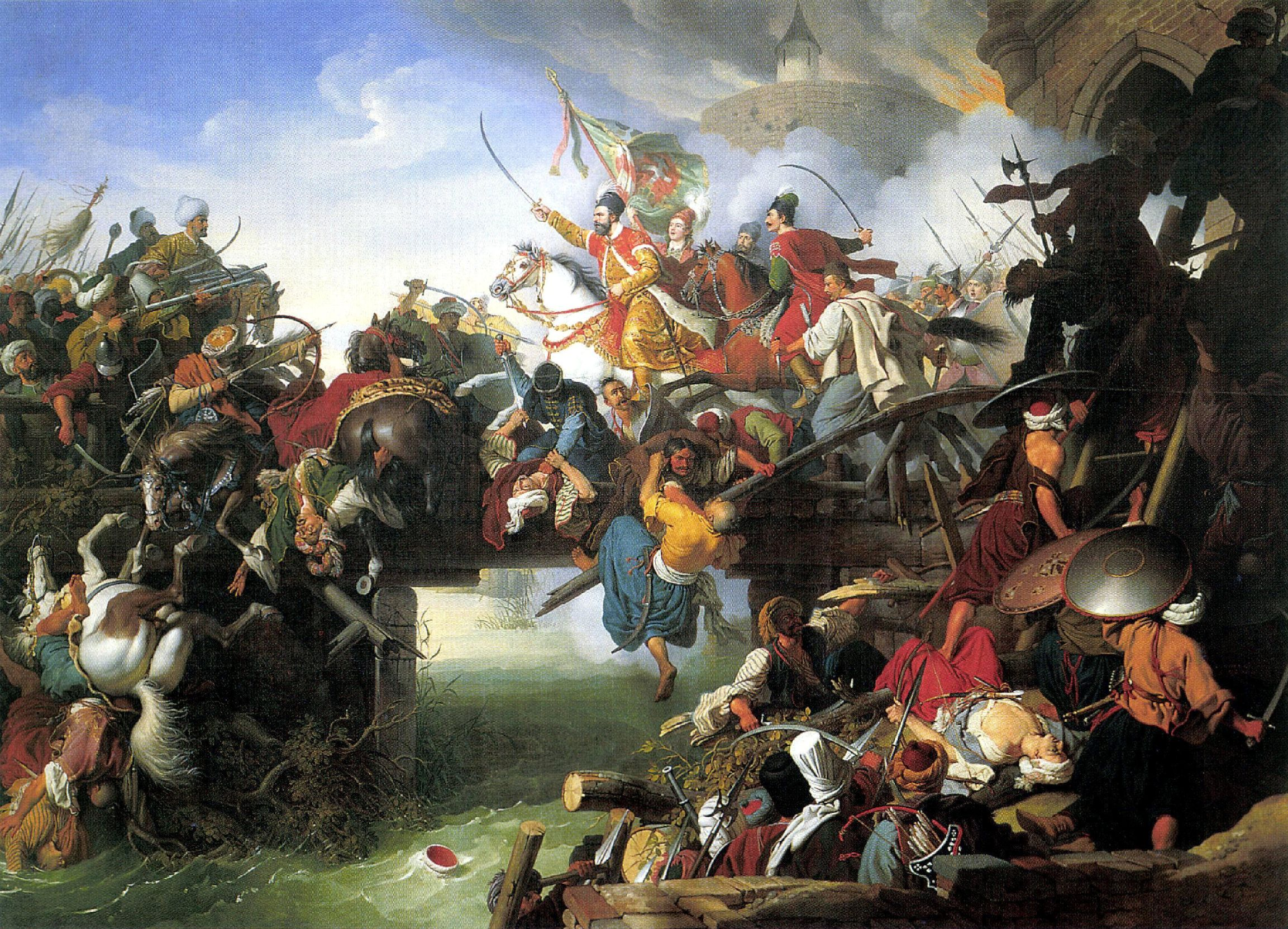
Zrínyi Miklós kiront az égő Szigetvárból. Johann Peter Krafft festménye (1825)

### Ötödik Habsburg–török háború

Az Oszmán Birodalom hódításai 1526 és 1568 között

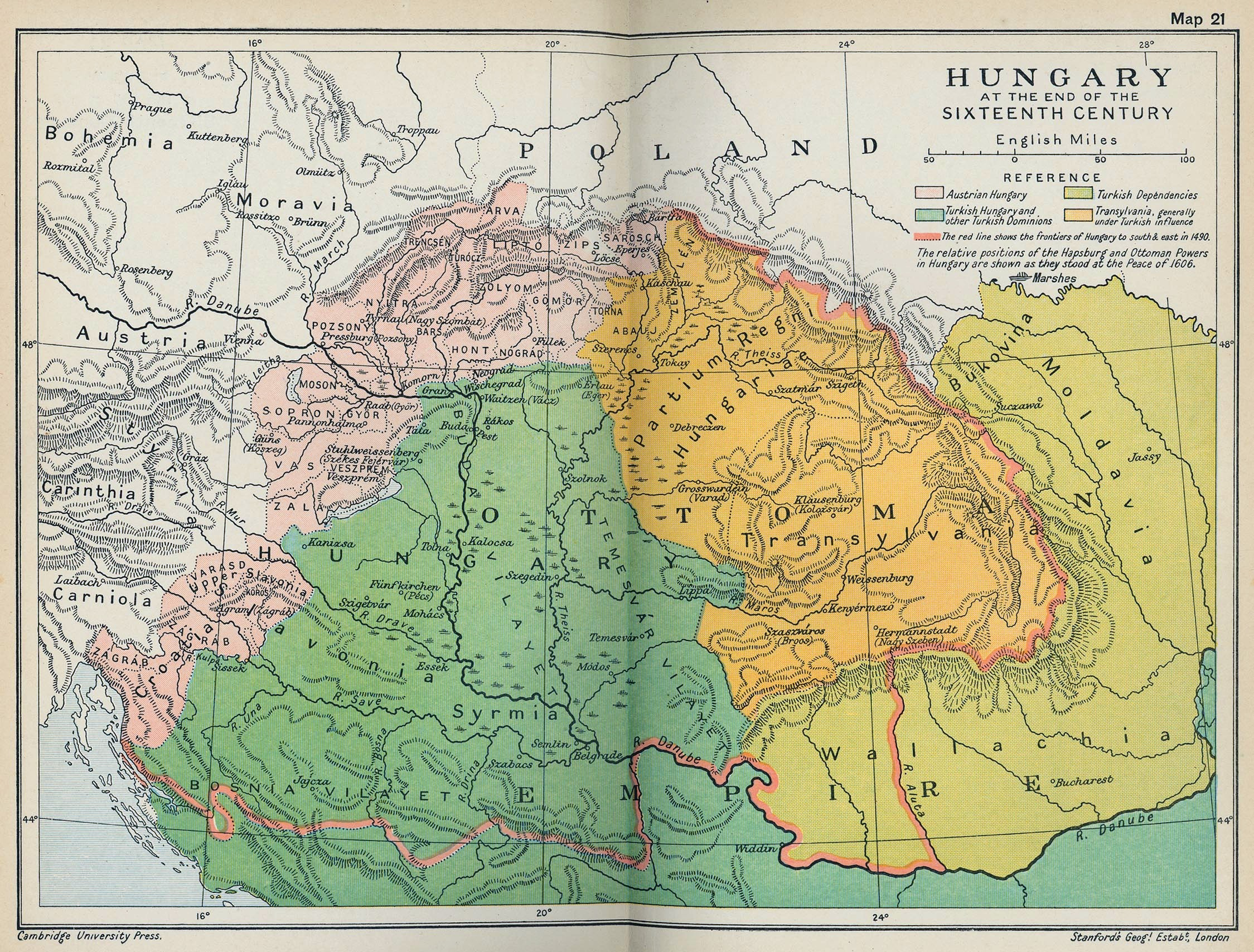
A Magyar Királyság területe a 16. század végén

Ezt a konfliktust is jobbára a várharcos állóháborúk jellemezték. 1566-ban Szulejmán szultán utolsó hadjáratára indult, és ostrom alá vette a Zrínyi Miklós által védelmezett Szigetvárt. Az ostrom alatt az idős szultán meghalt, a vár védői pedig végsőkig kitartottak, de nem adták meg magukat. Ugyanekkor Szulejmán alvezére, Pertaf pasa 9 hetes véres ostrom után bevette Gyulát, ahol az őrség maradékát hitszegő módon legyilkolták.
1568-ban a háborút lezárta a drinápolyi béke, amely hosszabb időre átmeneti nyugalmat jelentett. Jóllehet a harcok csak kisebb portyázásokra korlátozódtak, de lehetőség nyílt az erők újjászervezésére.

### Vitézi portyák
A végeken a török portyázások és a vitézi párviadalok rendszeresekké vált. 1577-ben, majd 1588-ban Szikszónál a környék végvári katonasága két alkalommal mért katasztrofális vereséget nagyobb portyázó török csapatokra. Közben az Oszmán Birodalom Kelet-Európában új ellenséget szerzett magának Oroszország személyében, aki idővel a török legveszedelmesebb ellenfelévé nőtte ki magát.
Lassacskán az Erdélyi Állam is megszerveződött, mely kulcsfontosságú szerepet vállalt a térségben egy bizonyos időn át.

### Bekes Gáspár támadása
Erdély új fejedelmének az országgyűlés egyhangúlag Báthory Istvánt választotta meg 1571-ben. Ezzel szemben a korábbi uralkodó János Zsigmond nem őt, hanem Bekes Gáspárt jelölte ki utódjául, viszont ő erősen kötődött a Habsburg-házhoz. A Habsburgok nem akarták tudomásul venni Báthory megválasztását, ezért Bekest igyekeztek felléptetni Báthoryval szemben, aki szintén nem akarta elfogadni azt a tényt, hogy nem őt választották fejedelemmé. Bekes Magyarországon toborzott seregével bevonult Székelyföldre, majd Báthory ellen indult a Partium irányába. Báthory török és havasalföldi segítséggel a kerelőszentpáli ütközetben döntő vereséget mért Bekesre, akit Erdélyből is kiűzött.

### A „hosszú háború”
A végeken rendszeres portyák 1591-re nagyszabású portyaháborúkká szélesedtek ki, 1593-ban már nyílt háborúvá. A szerveződő nagy törökellenes szövetség tagjai a Habsburg Birodalom és Magyarország mellett a Német-római Birodalom, Spanyolország, a kozákok, Perzsia és a pápai állam lettek. Báthory Zsigmond vezetésével rövidesen Erdély is csatlakozott a török elleni koalícióhoz a két román fejedelemséggel együtt.
Számos vár került újra keresztény kézre, és 1595-ben Gyurgyevónál a magyar, erdélyi és havasalföldi seregek török területen mértek vereséget az ellenségre. 1596-ban Mezőkeresztesnél nyílt csatát vállaltak a keresztények a török fősereggel, amelyet személyesen a szultán vezetett. A csata egy Mohács utáni újabb nagy vereséget eredményezett, és ez megfordította a háború menetét. A váltakozó eredményű harcok nem szolgálták sem Erdély, sem a királyi Magyarország érdekét. Sokkal nagyobb volt a pusztítás, mint a korábbi háborúkban: a zsoldosokat nem fizették, így azok rabolni és fosztogatni kényszerültek. Állandóvá váltak a töröknél sokkal szörnyűbb tatár betörések.
A véres események hatására az ország lakosságának java része a reformáció híve lett, és a bécsi udvar felelevenítette a protestánsok ellen korábban hozott intézkedéseit. Az ország totális anarchiába süllyedt, állandósultak a belső zavargások.

#### A Bocskai-szabadságharc

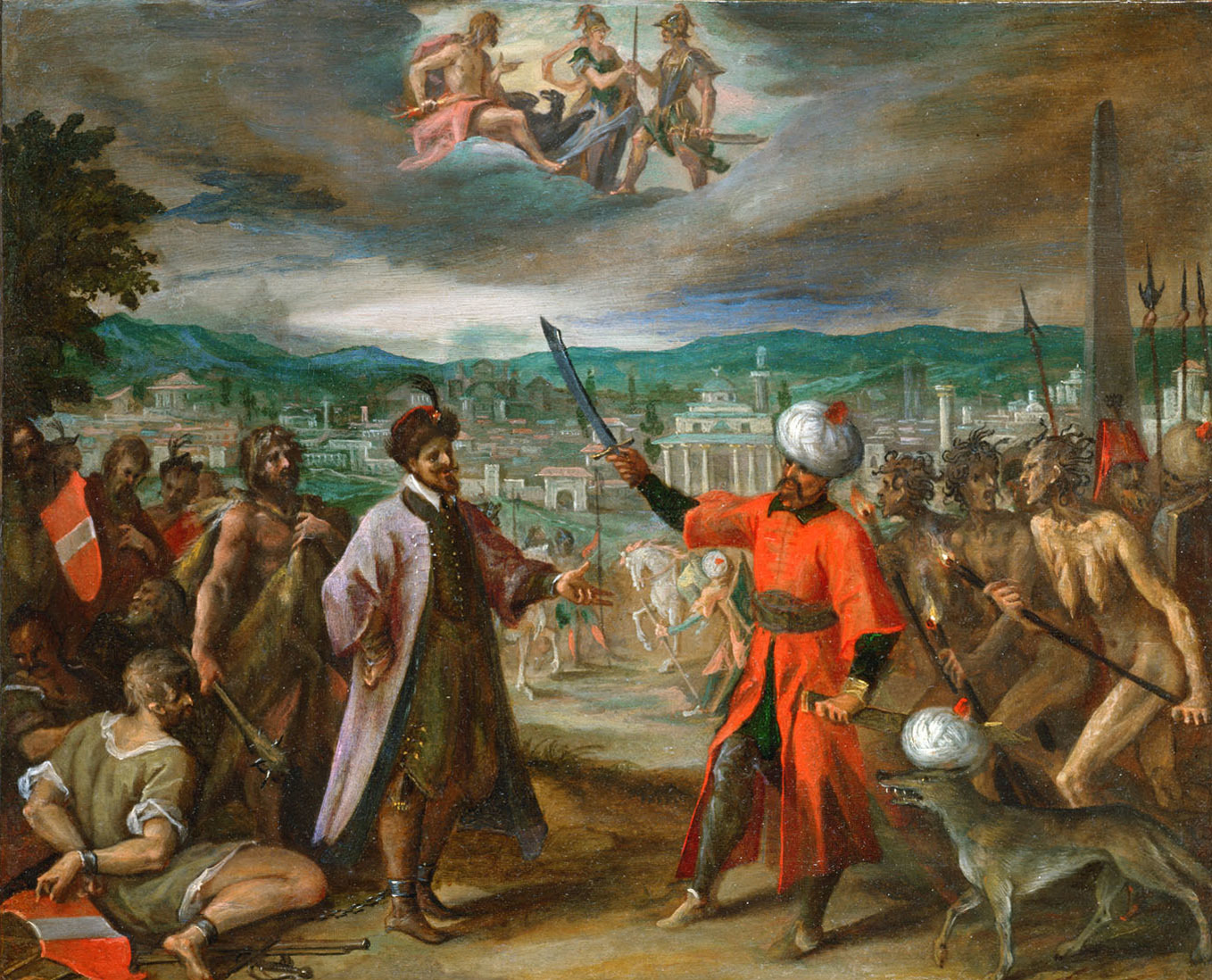
Hans von Aachen: Allegorien auf die Türkenkriege (1603-1604)

Az állandóan üresen tátongó kincstárat az udvar most koholt felségsértési perek útján történő vagyonelkobzásokkal akarta feltölteni. El akarták fogni az ország egyik hatalmas főurát, Bocskai Istvánt, a gyurgyevói csata győztesét is, pedig ő a leghűségesebb Habsburg-pártiakhoz tartozott. Bocskai az ekkor reguláris egységekké szerveződött hajdúkat maga mellé állítva szembeszállt a császári csapatokkal és kiszorította őket Magyarország nagy részéről. Ezután véget vetett a hosszú háborúnak (a zsitvatoroki béke, 1606) és hogy az ország számára hasznos katonai erőt biztosítson, kiváltságokat adott a hajdúságnak. Mindenképpen fenn akarta tartani az Erdélyi Fejedelemséget, hogy az majd később nemzeti királyságban egyesíthesse a szétesett országot.

### Első erdélyi–török háború
Erdélyre Báthory Gábor uralkodása alatt még újabb viszontagságok vártak, ami egy újabb török elleni háborút eredményezett, ennek előzménye pedig egy polgárháborús konfliktus volt.

#### Erdélyi belháború
Báthory Gábor hatalomra jutása után olyan botrányos tetteket követett el, amellyel maga ellen fordította a szomszédos államokat. Később alattvalói fellázadtak ellene, köztük a szászok, majd idegen hadak dúlták az országot. A polgárháborúnak egyelőre egy török beavatkozás véget vetett.

#### A török támadás
Báthory semmit sem tanult eddigi baklövéseiből, és folytatta korábbi politikáját. Ezúttal Erdélyt újra a Habsburg Birodalomhoz akarta kötni. A török válasza nem maradt el, 1612-ben támadást intéztek Báthory ellen, de ő visszaverte azt. A törökök ellen a fejedelem az osztrákokhoz folyamodott segítségért, mire 1613-ban újabb nagy török támadás zúdult Erdélyre. Báthory fejedelemségét megdöntötték, helyére Bethlen Gábort ültették, akinek uralkodása békés „aranykort” hozott.

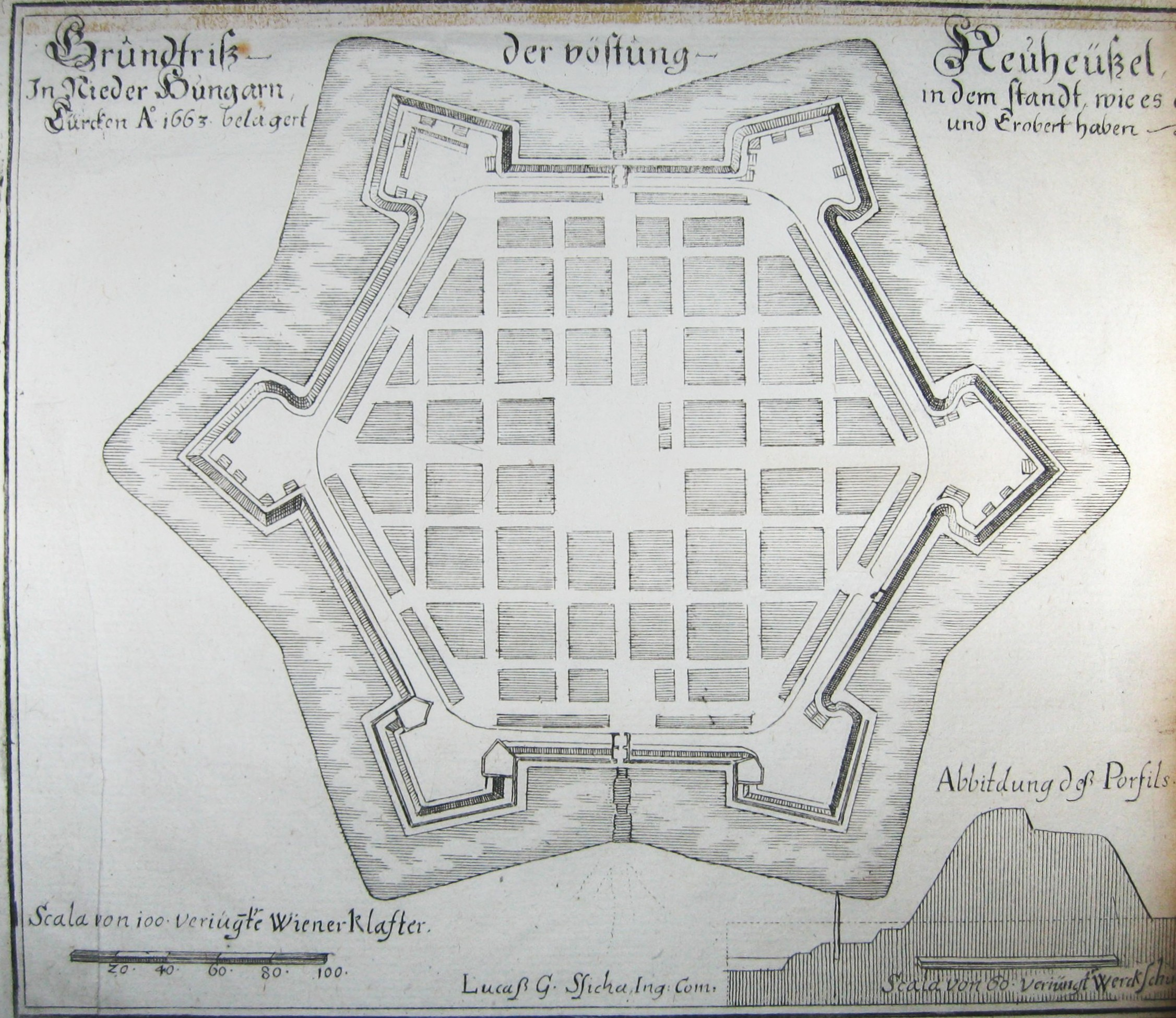
Érsekújvár várának alaprajza. 1543-ban kezdték korszerűsíteni végvárrá. A század végén itáliai hadmérnökök tervei alapján hatágú csillag alakúra építették át. A várat 1660-ban foglalta el a török sereg. A vasvári béke továbbra is a szultán kezén hagyta.

### Második erdélyi–török háború
Bethlen Gábor szeretett feleségét, Brandenburgi Katalint jelölte meg utódjának, aki viszont szeretett volna a katolikus hitre áttérni, s nagy befolyással voltak rá szintén katolikus Habsburg-párti nemesek. Bethlen István, a fejedelem testvére ezt megakadályozni kívánván Rákóczi Györgyöt hívta segítségül. 1630-ban Istvánt választották fejedelemmé, de Rákóczi maga mellé állította a székelyeket és a hajdúkat, akikkel megszerezte a fejedelmi hatalmat. Bethlen 1636-ban összefogott a budai pasával, aki hadjáratot indított Rákóczi megbuktatására, de a fejedelem október 6-án Nagyszalontánál győzelmet aratott. Bethlen letett akciójáról, de a Porta nem feledte el Rákóczi tettét és később vissza is vágott.

### Harmadik erdélyi–török háború
A 17. században Bécs egyre csak kerülni kívánta a háborút a törökkel, míg azt a magyarok annál inkább sürgették. Ezért tekintettek nagy reménységgel Erdélyre, amely talán egyesíthette volna a széthullott országot, hacsak egy váratlan fordulat nem következik be. II. Rákóczi György fejedelem trónrajutásától kezdve sikerrel érdekkörébe vonta a két román fejedelemséget és azt tervezte, hogy megszerzi magának a lengyel trónt, ha kell, erővel. Apja már megpróbálta megnyerni a lengyel rendeket 1648-ban fia megválasztásához, de nem sikerült. Rákóczi ettől kezdve minden erejével a korona megszerzésén volt. 1657-ben a svédekkel szövetségben, török hozzájárulás nélkül hadjáratot vezetett Lengyelországba, ami katasztrófába torkollott. Seregét a krími tatárok elfogták és rabságba hurcolták, majd benyomultak Erdélybe. Mivel a porta követelésére sem volt hajlandó lemondani, a török sereg rövidesen Erdélyt dúlta.

Rákóczi segítséget kért I. Lipót osztrák császártól, akit erre szorítottak más országok és a magyar rendek is, de a császár állandóan kitért a segélynyújtás elől.

#### A Szejdi-dúlás

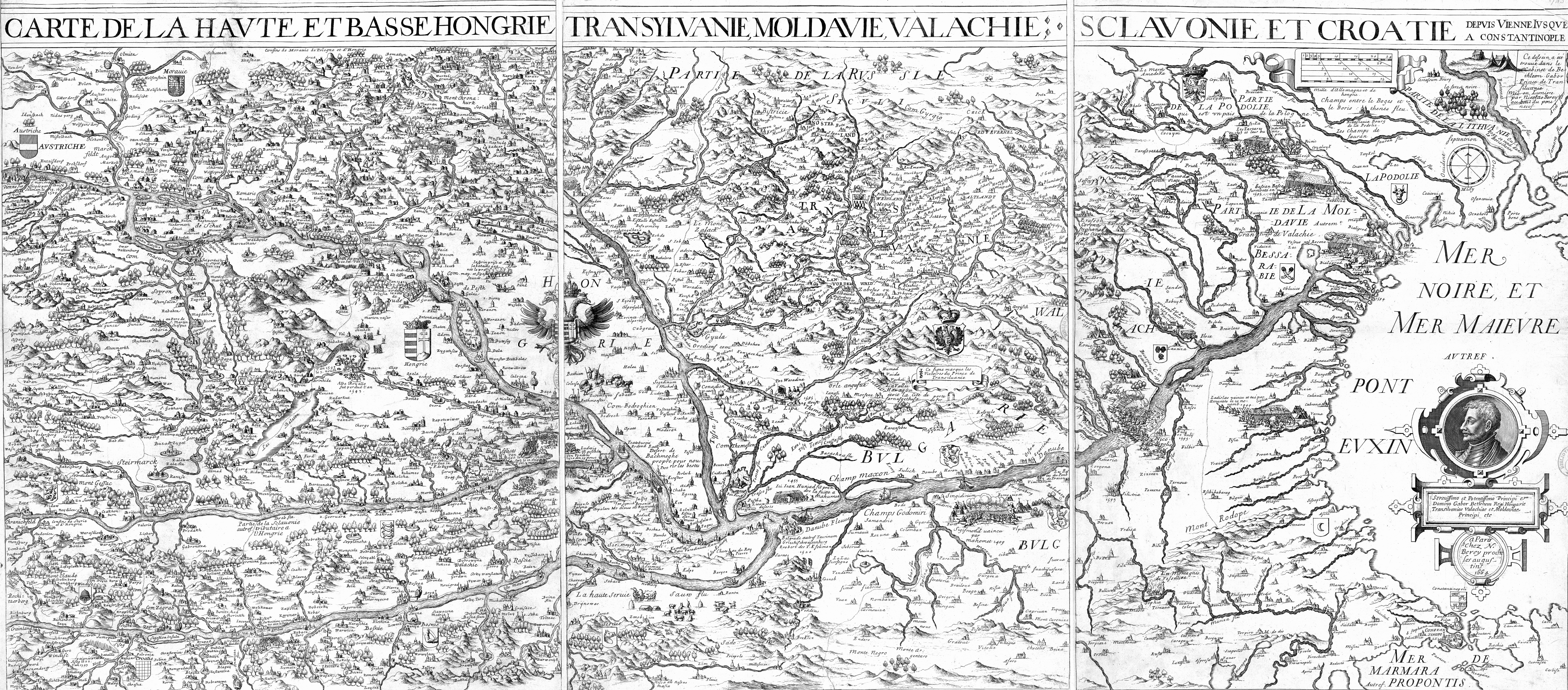
Magyarország, Erdély, és Horvátország 1664-ben

Rákóczi pályája tragikus fordulatot vett 1660-ban. A budai pasa Szejdi Ahmed az ország keleti felét feldúlta és a szászfenesi csatában megsemmisítő vereséget mért a fejedelemre, aki röviddel ezután meghalt. Ezt kihasználva a pasa elfoglalta Váradot is. Az ostrom hallatán Magyarországon Zrínyi Miklós horvát bán azonnal egy török elleni támadást vezetett, de sikerrel ez sem járt.
A Rákóczit és Barcsay Ákost követő Kemény János sem tudta kiverni a törököket és a tatárokat Erdélyből. A Habsburgok ezúttal is elmulasztották a segítségnyújtást, hiába ösztökélték őket Zrínyi és a többi magyar főúr. Az új fejedelem, I. Apafi Mihály most megpróbált a romhalmazzá lett országból újat építeni.

### Hetedik Habsburg–török háború
A törökök 1663-ban folytatták a háborút, ezúttal már effektíven Ausztria ellen. Köprülü Ahmed nagyvezír tervében az állt, hogy meghódoltatja a Magyar Királyságot, Morvaországot és Sziléziát, melyet kiinduló pontként használ egy Bécs elleni akcióhoz.

A szinte készületlen keresztény hadak alig bírták felvenni a harcot a török támadógépezettel. A törökök ostromolni kezdték Érsekújvárt, de a bevételére csak ősszel került sor, így nem sikerült a nagyvezír első próbálkozása az ország meghódítására.

#### A Téli hadjárat
Zrínyi Miklós a Dunántúl déli felén nagyszabású támadó hadjáratba kezdett 1664 elején. Röpke egy hónap alatt több várat visszafoglalt és az eszéki hídat is elpusztította, amely a török utánpótlás számára nagyon fontos volt. Ha az udvar nem tétovázott volna, akkor az igazi siker most sem maradt volna el.
A Kanizsát ostromló keresztény hadat Ahmed nagyvezír visszavonulásra kényszerítette és röviddel ezután elfoglalta Zrínyiújvárat is. A nyugatnak törő oszmán hadsereg előtt már csak a Rába állt. Egy meglehetősen kis létszámú nemzetközi had a szentgotthárdi csatában nyílt ütközetben legyőzte a törököket. Most először nem nyert ilyen nagy csatában török fősereg. De az Udvar nem akarta folytatni a háborút, és békét kötött Vasváron megalázó feltételekkel.
Zrínyi Habsburg-ellenes szervezkedésbe fogott, amely egy időre megtorpant hamarosan bekövetkezett halála miatt. A továbbiakban a szervezkedés nem nyert nagyobb teret és leleplezték. Kapóra jött mindez az Udvarnak, hogy ezt felhasználva megnyirbálhassa az ország jogait.

### Bujdosók harcai
A leleplezett Wesselényi-összeesküvés miatt kibontakozott megtorló akciók során rengetegen menekültek Erdély és a hódoltság területére. A „bujdosók”, akiket később már „kurucok”-nak neveztek, rendszeresen támadták a Királyi Magyarországot. A felkelőknek a hódoltsági pasák kisebb erősítéseket küldtek, majd francia, erdélyi, tatár és lengyel csapatok érkeztek a segítségükre, de nem harcoltak ki tartós eredményeket, s az ország tovább pusztult.

### A Thököly-felkelés
1678-ban viszont Thököly Imre állt az élükre, aki a kuruc sereggel a Garam vonaláig tört előre, elfoglalta a bányavárosokat és ott saját pénzt veretett. Adó fejében Felső-Magyarország urának ismerte el a török, s seregeit oszmán és tatár segélyhadak egészítették ezentúl ki. A „kuruc király” ezzel azonban az országot már négy részre osztotta, s Erdély is aggódva figyelte lépéseit, mert Apafi és kancellárja, Teleki Mihály úgy vélték, hogy Thököly Erdély fejedelme is akar lenni.

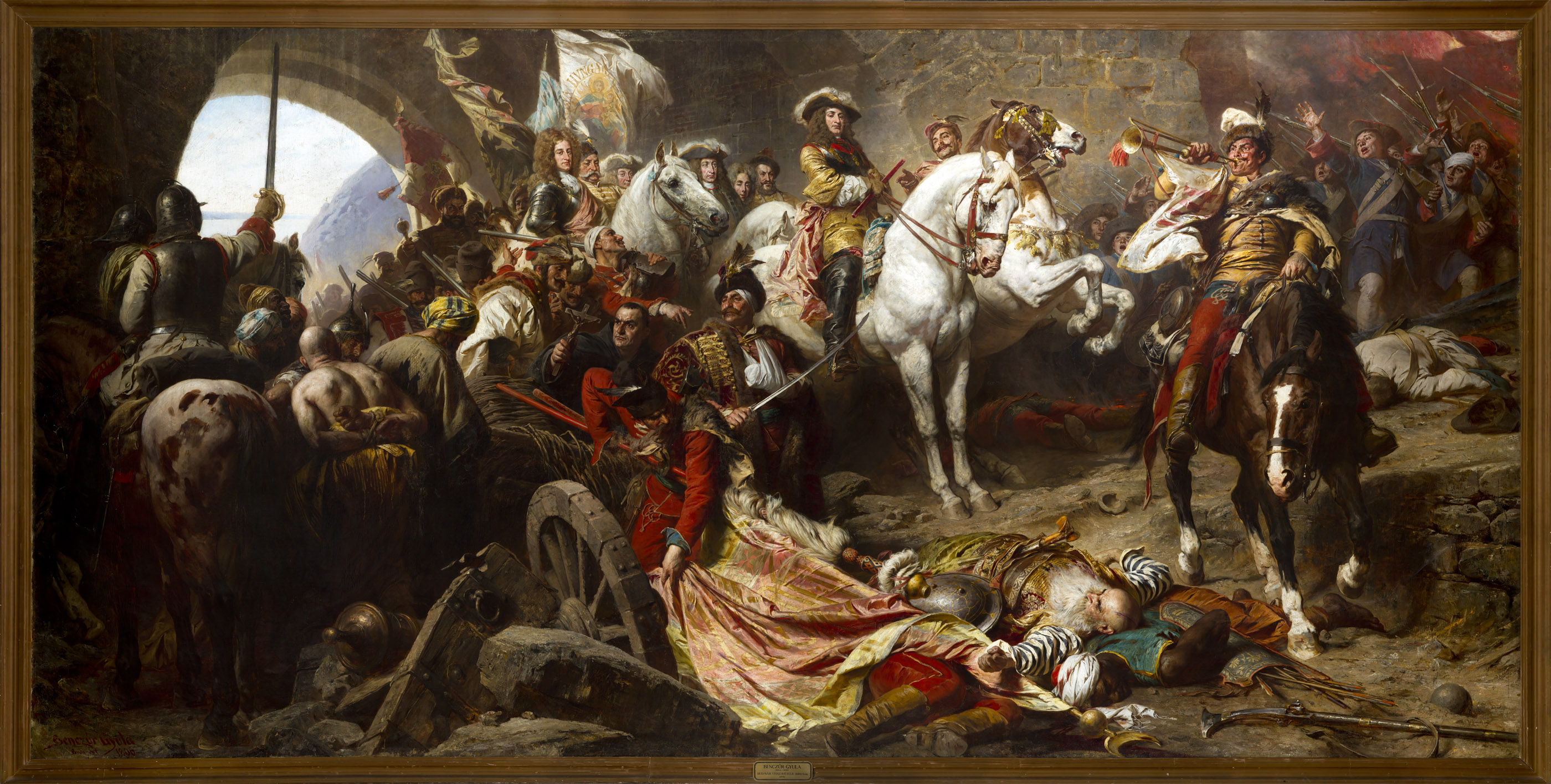
Buda visszafoglalása 1686-ban. Benczúr Gyula festménye

### A török kiűzése
A gyengülő Oszmán Birodalom még mindig nem tett le arról a tervéről, hogy meghódítsa Bécset. A Köprülüt követő Kara Musztafa nagyvezír újra elővette a szulejmáni tervet és egyből a császárváros meghódítására indult. Nagyon elbízta magát és nem mérte fel az osztrák–lengyel szövetség erejét, amelyet a két uralkodó arra az esetre kötött, ha bármelyikük fővárosát támadás érné. Kara Musztafa a hadjárat megkezdésére bátorító üzeneteket kapott nyugat-európai szövetségesétől, XIV. Lajos francia királytól is, aki saját területszerző háborúját készítette elő, számára előnyt jelentett a Habsburg haderő keleti lekötöttsége.
A nagyvezír az 1683-ban elindított hadjáratához csatlakozásra szólította fel az erdélyieket és a kurucokat, azok viszont a tényleges ostromban való részvételből kihúzták magukat. Magyarországot az osztrákok egyszerűen martalékul dobták a törököknek. A magyarok nem tehettek mást, minthogy meghódoltak a nagyvezír előtt és megnyitották az utat Bécs felé.
A birodalmi székvárost három hónapon át halálos ostromgyűrűbe tartó török sereget a német–lengyel felmentő hadak elsöprő támadással összeroppantották. Mivel a nagyvezír visszautasította a békeajánlatot, az üldöző keresztény hadak benyomultak a hódoltság területére és visszavették Esztergomot.

#### A Szent Liga koalíciója
1684-ben XI. Ince pápa létrehozta a Szent Ligát, amely a törököt nemcsak Magyarországról, hanem az egész európai kontinensről ki akarta szorítani. A Ligát a Habsburg Birodalom, több német állam, a pápai állam, Velence és később az orosz cár is segítette.

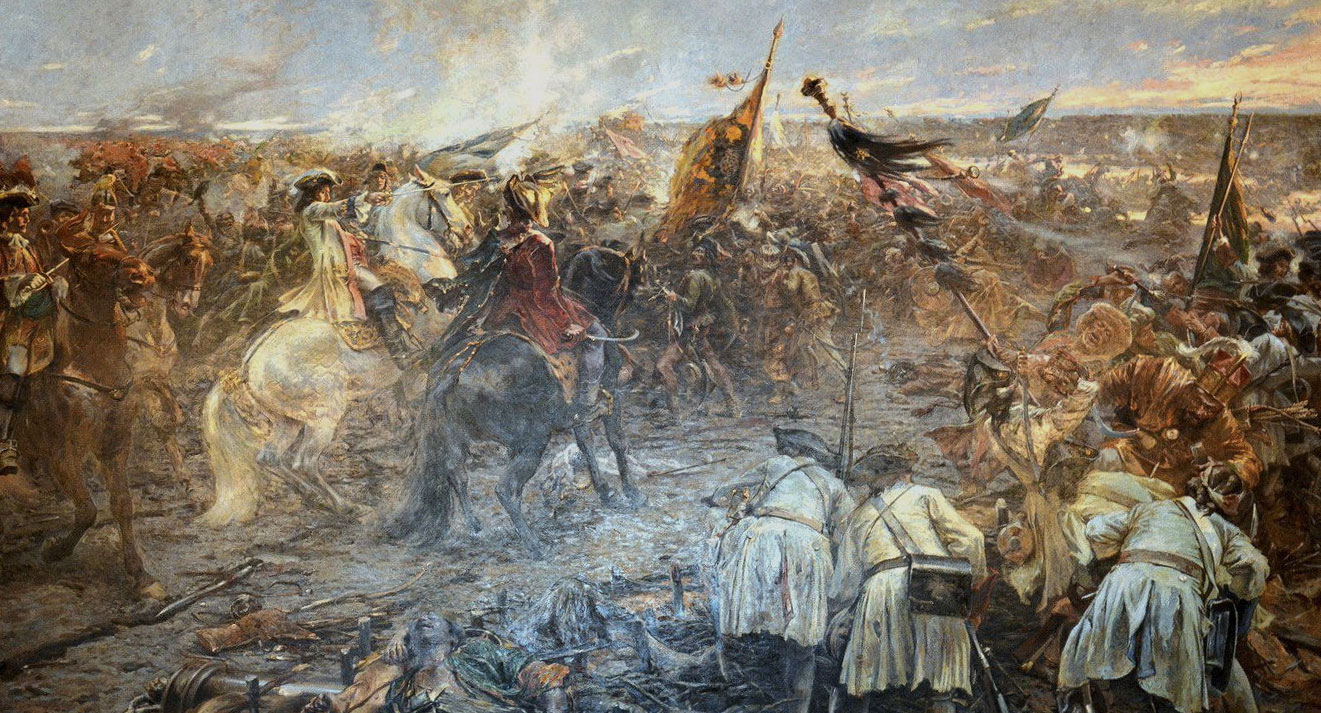
A zentai csata. A szultáni főhaderő az európai hadszíntéren ebben a csatában vereséget szenvedett. Eisenhut Ferenc festménye

1686-ban hosszú ostromot követően a liga hadai felszabadították Budát a 145 éves török uralom alól. 1687-ben Nagyharsánynál újabb nyílt csatában megverték a törököket, s attól kezdve az ellenség nem tudott a Dunántúl földjére lépni. 1688-ban a franciák offenzívát indítottak a Rajna-menti Pfalz tartományban és kirobbant a kilencéves háború. A nyugati háború jelentős Habsburg-erőket vont el a török frontról. Az elfoglalt szerb területek Nándorfehérvárral együtt ismét török kézbe kerültek, de a török haderő már nem tudott nagy mélységben Magyarország területére hatolni. A visszatérő törökök bosszúja elől tömegesen menekülő szerb népesség egy részét a Habsburg hatóságok végleg Magyarországon telepítették le.
Thököly mindvégig kitartott a szultán oldalán, miután felajánlkozását Bécsnél elutasították. Egy alkalommal még győzött is a császári seregek felett, de katonáinak nagy része elhagyta, mert a keresztény haderőkhöz kívántak csatlakozni.
1697-ben II. Musztafa hadserege döntő vereséget szenvedett Savoyai Jenő csapataitól a zentai csatában, és belátta, hogy már nincs esélye Magyarországot visszaszerezni. További vereségeket szenvedtek a törökök a lengyel, a velencei és az orosz frontokon. Az 1699-ben megkötött karlócai (karlovici) békével véget ért a magyarországi török uralom (egyedül a Temesköz maradt a törökök kezén).
Bécs az országot azonban meghódított tartományaként kezelte és jogait ismét nem tartotta a tiszteletben, hivatkozva arra, hogy a háború kezdetén a magyarok, még ha passzívan is, de a török oldalán álltak. A hatalmaskodások már a török háború alatt megkezdődtek és ez vezetett 1697-ben a hegyaljai felkeléshez, mely a thökölyánus mozgalom utolsó megnyilvánulása, és a Rákóczi-szabadságharc előhírnöke volt.

### Habsburg–török háború (1716–18)
III. Károly király hadai élén még egy háborút indított a török teljes kiűzésére a történelmi Magyarországról. A császári-magyar hadak bevették Temesvárt, és ezzel a Temesközt gyakorlatilag teljesen felszabadították. A péterváradi csatában nyílt mezőn súlyos vereséget mértek a török főseregre, ezután elfoglalták Nándorfehérvárt.

#### Az utolsó tatárjárás
1717-ben III. Ahmed megpróbálta a balkáni fronttól elvonni az osztrákokat azzal, hogy Erdélybe küldte a tatár sereget. Ezek hosszú ideig zavartalanul pusztítottak, a késve felvonuló helyi erők a zsákmánnyal elvonuló hordákat a Máramarosban utolérték, egy részüket szétverték, és számos magyar rabot kiszabadítottak.
A háborút végül a pozsareváci béke zárta le, ezzel a hódoltság utolsó része is visszajutott Magyarországhoz. Nándorfehérvár viszont a későbbiekben újra török kézbe került, Orsovával és a szerb-bosnyák területekkel, s mindaddig ott is maradt, ameddig az Oszmán Birodalom Szerbiát uralta.

## Érdekességek
- 1570-ben egy ismeretlen személy, Karácsony György elszánt közemberekkel maga akart harcot kezdeményezni Magyarország török uralom alóli felszabadítására. A Karácsony-felkelés nem tekinthető a törökellenes háborúk részének, annál is inkább mert a felkelés vezetőjének hihetetlenül vadregényes és döbbenetes elképzelései voltak erről, mintha Isten annyira mellettük állna, hogy a várak „falai leomlanak” majd. A felkelőket a törökök vajmi kevés erővel szétkergették, majd a megmozdulást a vármegyei erők végül felszámolták.
- A török elleni harc annyira beivódott a magyarok életébe, hogy sokan az utolsó pillanatig ragaszkodtak ennek a fenntartásához bármilyen eszközzel. 1687-ben zalalövői Csapody István, a Zalalövői vár kapitánya, a felesége családjától örökölte a romos kis erődítményt, amelyhez a magyar király nem akart anyagi támogatást nyújtani. Megszállottságában, Csapody István se a várról se a kapitányi címről nem akart lemondani, akkor sem, amikor várban csak 35 lovas 1 tizedes vezetésével, valamint egy gyalogos vajda alatt 3 tizedes vezetésével, 35 királyi hajdú szolgált.[6]